# Ebla
Ebla (arabsko إبلا‎, sodobno تل مرديخ, Tell Mardikh) je bila eno od najstarejših kraljestev v Siriji. Njeni ostanki so na griču približno 55 km jugozahodno od Alepa pri vasi Mardikh. V 3. tisočletju pr. n. št. in prvi polovici 2. tisočletja pr. n. št. je bila Ebla pomembno politično in trgovsko središče. Njeno odkritje je dokazalo, da je bil Levant središče starodavne centralizirane civilizacije, enake egipčanski in mezopotamski, in ovrglo mnenje, da sta bili slednji v zgodnji bronasti dobi edini civilizaciji na Bližnjem vzhodu. Prvo Eblaitsko kraljestvo je bilo opisano kot prva dokumentirana svetovna sila.
Ebla, ki se je začela kot majhno naselje v zgodnji bronasti dobi (okoli 3500 pr. n. št.), se je razvila v trgovsko središče in kasneje v ekspanzionistično silo, ki je vsilila svojo nadoblast nad večino severne in vzhodne Sirije. V 23. stoletju pr. n. št. je bila uničena in nato obnovljena, kar omenjajo zapisi iz Tretje urske dinastije. Druga Ebla je bila nadaljevanje prve z novo vladarsko dinastijo. Proti koncu 3. tisočletja pr. n. št. je bila uničena, kar je utrlo pot naseljevanju amoritskih plemen, ki so ustanovila tretjo Eblo. Tudi tretje kraljestvo je bilo cvetoče trgovsko središče. Postalo je podložnik in zaveznik Jamhada (sodobni Alep), dokler ga ni dokončno uničil hetitski kralj Muršili I. okoli leta 1600 pr. n. št.
Razcvet Eble je temeljil na obsežni mreži trgovskih poti, kar dokazujejo artefakti iz Sumerije, Cipra, Egipta in celo Afganistana, odkriti v mestnih palačah. Kraljestvo je govorilo svoj jezik. Politična organizacija se je razlikovala od sumerskega modela. Ženske so imele poseben položaj, zato je imela kraljica velik vpliv na državne in verske zadeve. Panteon je vseboval večinoma severnosemitske bogove, imel pa je tudi nekaj povsem domačih božanstev. 
Izkopavanja v Ebli so se začela leta 1964 in odkrila slavne Tablice iz Eble, arhiv približno 20.000 klinopisnih tablic iz obdobja okoli 2350 pr. n. št. Tablice so pisane v eblaitskem in sumerskem klinopisu. Arhiv je omogočil boljše razumevanje sumerskega jezika in dal pomembne podatke o politični organizaciji in običajih v Levantu sredi 3. tisočletja pr. n. št.

## Zgodovina
Ime Ebla bi lahko pomenilo »Bela skala« in se morda nanašalo na beli izdanek, na katerem je stala. Prvič je bila naseljena okoli 3500 pr. n. št. K njeni rasti so pripomogla številna satelitska poljedelska naselja, njen razcvet pa je sprožila mednarodna trgovina, ki se je verjetno začela z naraščajočimi sumerskimi potrebami po volni. Arheologi to zgodnje obdobje naseljevanja, ki se je končalo okoli 3000 pr. n. št., imenujeju "Mardih I". "Mardihu I" sta sledili prvo in drugo obdobje kraljestev okoli leta 3000 oziroma 2000 pr. n. št., označeni kot "Mardih II". I.J. Gelb ima Eblo za del kiške civilizacije vzhodnosemitsko govoreče populacije, naseljene od osrednje Mezopotamije do zahodnega Levanta.

### Prvo kraljestvo
V obdobju prvega kraljestva med letoma 3000 in 2300 pr. n. št. je Ebla najbolj izstopala med sirskimi državami, zlasti v drugi polovici 3. tisočletja pr. n. št.. To obdobje je zaradi tablic iz Eble znano kot »arhivsko obdobje«.

#### Zgodnje obdobje
Zgodnje obdobje od leta 3000 do 2400 pr. n. št. je označeno z Mardih IIa. Večina znanja o zgodovini mesta pred pisnimi arhivi izvira iz arheoloških izkopavanj. Prvo obdobje Mardiha IIa je identificirano z zgradbo "CC" in delom zgradbe G2, ki sta bili domnevno del kraljeve palače, zgrajene okoli leta 2700 pr. n. št. Proti koncu tega obdobja se je začela stoletna vojna z Marijem. Mari je dobil premoč med vladanjem kralja Saʿumuja, ki je osvojil več eblaitskih mest. Sredi 25. stoletja pr. n. št. je eblaitski kralj Kun-Damu porazil Mari, po njegovi smrti pa je moč Eble spet začela pojemati.

#### Arhivsko obdobje
Arhivsko obdobje, označeno z Mardih IIB1, je trajalo od okoli 2400 pr. n. št. do okoli 2300 pr. n. št. Konec obdobja je znan kot »prvo uničenje«, predvsem zaradi uničenja kraljeva palače "G", zgrajene nad starejšo palačo "G2", in večine akropole. V arhivskem obdobju je imela Ebla politično in vojaško premoč nad drugimi sirskimi mestnimi državami v severni in vzhodni Siriji, omenjenimi v arhivih. Večina tablic iz tega obdobja ima gospodarsko vsebino, med njimi pa so tudi kraljeva korespondenca in diplomatski dokumenti.
Pisni arhivi ne segajo v obdobje pred vladavino Igriš-Halama, ki je plačeval davek Mariju, in veliko invazijo eblaitskih mest v regijo ob sednjem Evfrat pod vodstvom marijskega kralja Iblul-Ila. Ebla se je pod kraljem Irkab-Damujem okoli leta 2340 pr. n. št. opomogla in sprožila uspešno protiofenzivo proti Mariju. Irkab-Damu je po ofenzivi z mestom Abarsal sklenil mirovni in trgovinski sporazu, ki je eden od najstarejših tovrstnih sporazumov v zgodovini.
Ebla v svojem največjem obsegu je vladala na ozemlju, ki je obsegalo približno polovico sodobne Sirije od Ursauma na severu do okolice Damaska na jugu in od Fenicije in obalnega gorovja na zahodu do Hadduja na vzhodu. Velik del kraljestva je bil pod neposredno kraljevo oblastjo in upravo njegovih guvernerjev. Drug del so tvorila vazalna kraljestva. Eden od najpomembnejših vazalov je bilo kraljestvo Armi, ki je najpogosteje omenjeno na tablicah iz Eble. Ebla je imela več kot šestdeset vazalnih kraljestev in mestnih držav, vključno s Hazuvanom, Burmanom, Emarjem, Halabitujem in Salbatujem.
Kraljev glavni uradnik je bil vezir z zelo velikimi pooblastili. Najmočnejši vezir je bil Ibrium, ki je v obdoblju svojega predhodnika Arrurkuma vodil vojni pohod proti Arbasalu. Med vladanjem Isar-Damuja je Ebla nadaljevala vojno proti Mariju, ker je porazil eblaitskega zaveznika Nagarja in blokiral trgovske poti med Eblo in južno Mezopotamijo preko gornje Mezopotamije. Ebla je izvajala redne vojne pohode proti upornim vazalom, večkrat napadla Armi  in južno regijo Ibal blizu Katne. Da bi lahko sprožil vojno proti Mariju, je Isar-Damu sklenil zavezništvo z Nagarjem in Kišem. Pohod je vodil eblaitski vezir Ibbi-Sipiš, ki je z združeno vojsko zmagal v bitki pri Terki. Zavezniki so napadli tudi Armi in ga zasedli in tam za guverjerja postavili Ibbi-Sipiševega sina Enzi-Malika. Ebla je nekaj let po pohodu, verjetno po Isar-Damujevi smrti,
doživela prvo uničenje.

#### Prvo uničenje Eble
Prvo uničenje Eble se je zgodilo okoli leta 2300 pr. n. št. V požaru v palači "G" so se glinaste tablice zapekle in s tem ohranile ves kraljevi arhiv. Vzrok in povzročitelj uničenja sta predmet več teorij.
- Zgodnja hipoteza: Giovanni Pettinato je podpiral zgodnjo hipotezo, da se je uničenje zgodilo okoli leta 2500 pr. n. št.[49][50] Kasneje je sprejel mnenje, da bi se to lahko zgodilo okoli leta 2400 pr. n. št.[51] Povzročitelja bi lahko bila Eanatum Lagaški, ki se je hvalil, da pobira davek od Marija, ali Lugalzagesi Umski, ki je trdil, da je prodrl do Sredozemskega morja.[51]
- Akadska hipoteza: kralja Sargon Akadski in njegov vnuk Naram-Sin sta trdila, da sta uničila mesto Ibla.[52] Paolo Matthiae je po svojem odkritju Eble sklepal, da je bolj verjeten povzročitelj propada Sargon.[53] Njegovo mnenje je podprl Trevor Bryce,[54] Michael Astour pa ga je zavrnil.[55]
- Maščevanje Marija: po mnenju Alfonsa Archija in Marie Biga se je uničenje zgodilo približno tri ali štiri leta po bitki pri Terki.[46] Uničenje je po njunem mnenju povzročil Mari[46] kot maščevanje za ponižujoč poraz v bitki pri Terki.[56] Njegovo mnenje podpira Mario Liverani. [42] Archi trdi, da je marijski kralj Iski-Mari uničil Eblo pred svojim prihodom na prestol.[57]
- Naravna katastrofa: Astour méni, da je propad arhivskega obdobja povzročila naravna katastrofa,[20] ker ni nobenega prepričljivega dokaza za plenjenje.[20] Uničenje naj bi bilo omejeno na okolico kraljeve palače. Požar je datiran v obdobje okoli leta 2290 pr. n. št. (srednja kronologija).[58]

### Drugo kraljestvo
Drugo kraljestvo, označeno z "Mardih IIB2", je trajalo od leta 2300 do 2000 pr. n. št. Končalo se je z drugim uničenjem Eble med letoma 2050 in 1950 pr. n. št. Datum je bolj kot ne formalen. Akadci pod Sargonom in njegovim naslednikom Naram-Sinom so napadli severne meje Eble, da bi se dokopali do gozdov v gorovju Amanus ob Sredozemskem morju. Med vdoroma je bil časovni presledek približno 90 let, napadena področja pa niso bila priključena k Akadskemu kraljestvu. Archi se strinja, da je Ibla, omenjena v Sargonovih in Naram-Sinovih letopisih sirska Ebla, vendar obeh vladarjev nima za odgovorna za jeno uničenje, s katerim se je končalo arhivsko obdobje. Med vladavino Naram-Sina je bil Armi hegemonsko mesto v severni Siriji, ki ga je akadski kralj uničil.
V drugem eblaitskem kraljestvu je vladala nova lokalna dinastija,  kraljestvo pa je bilo nadaljevanje prvega. Obdržalo je svoje stare značilnosti, vključno z arhitekturo in čaščenjem starih svetih mest. V spodnjem mestu je bila zgrajena nova kraljeva palača, prehod iz arhivskega obdobja pa je označevala samo uničena palača "G". O prehodu samem je malo znanega, ker ni bilo odkrito nobeno pisno gradivo, z izjemo enega samega napisa s konca obdobja.
Drugo kraljestvo je dobro dokazano v primarnih virih. Na enem od napisov Gudea Lagaški sprašuje za cedre, ki bi jih moral dobiti iz Uršuja v gorah Eble, kar kaže, da je k Ebli spadal tudi Uršu severno od Karkemiša v sodobni Turčiji. Besedila iz sedmega leta vladanja Amar-Sina Urskega (okoli 2040 pr. n. št.)  omenjajo sla Ensija (Meguma) Eblskega. Vlada Ura III je imela drugo kraljestvo za svojega vazala, značilnosti njunih odnosov, vključno s plačevanjev davkov, pa niso znane. Zgleda, da je bilo formalno priznanje urske nadoblasti pogoj za pravico do trgovanja s tem cesarstvom. 
Drugo kraljestvo je razpadlo proti koncu 21. stoletja pr. n. št. s požigom mesta, čeprav so bili dokazi za ta dogodek odkriti samo v okolici tako imenovanega "Templja na skali"  in palače "E" na akropoli. Vzroki za uničenje niso znani. Po Astourju je bilo uničenje rezultat invazije Huritov okoli leta 2030 pr. n. št. Vodilo jo je nekdanje eblaitsko vazalno mesto Ikinkalis. Uničenje je omenjeno v nepopolni huro-hetitski epski pesnitvi Pesem odrešitve, odkriti leta 1983, katero ima Astour za opis uničenja drugega kraljestva. V pesnitvi je eblaitska skupščina pod vodstvom moža z imenom Zazala preprečila kralju Mekiju, da bi izkazal milost ujetnikom iz nekdanje eblaitske vazalne države Ikinkalis, kar je izzvalo bes huritskega boga groma Tešuba in povzročilo uničenje mesta.

### Tretje kraljestvo
Tretje kraljestvo, označeno z "Mardih III", je razdeljeno na obdobji "A" (okoli 2000-1800 pr, n. št.) in "B" (okoli 1800-1600 pr n. št.).  V obdobju "A"  je bila Ebla na hitro načrtno obnovljena. Ostanke "Mardiha II" so prekrile nove zgradbe, palače in templji. Zgrajeni sta bili novi utrjeni obzidji, eno okoli spodnjega mesta in eno okoli akropole. Mesto je dobilo ravne ulice in velike javne zgradbe. V obdobju "B"  se je gradnja mesta nadaljevala.
Prvi znani kralj tretjega kraljestva je bil Ibbit-Lim, ki je sam sebe imenoval Mekim Eblaitski. Bazaltni spominski kip z Ibbit-Limovim napisom so odkrili leta 1968. Odkritje je pripomoglo k povezovanju Tel-Mardiha s kraljestvom Ebla. Kraljevo ime je po Pettinatovem mnenju amoritsko, zato je mogoče, da so bili prebivalci tretjega kraljestva večinoma Amoriti, ki so bili v tistem času večinsko prebivalstvo v Siriji.
Na začetku 18. stoletja pr. n. št. je Ebla postala vazal Jamhada, amoritskega kraljestva s središčem v Alepu. Pisnih dokumentov iz tistega obdobja ni. Mesto je bilo jamhadski vazal še med vladavino Jarim-Lima III. Jamhadskega. Eden od znanih eblaitskih vladarjev v tistem obdobju je bil Immeja, ki je prejel darila egipčanskega faraona Hotepibreja. To kaže, da je Ebla ohranila svoje obširne zveze in pomen. Ebla je omenjena tudi na tablicah jamhaditskega vazalnega mesta Alalah v sodobni Turčiji, ki je pripadalo veji Jamhaditske vladarske dinastije.
Eblo je uničil hetitski kralj Muršili I. okoli leta 1600 pr. n. št. Zadnji kralj Eble je bil verjetno Indilima. V zahodni palači "Q" je bil odkrit pečat njegovega kronskega princa Maratevarija. Uničenje Eble in starejši elementi so po Archijevem mnenju opisani v epski pesnitvi "Pesem odrešitve".

### Kasnejša obdobja
Ebla se po tretjem uničenju ni več opomogla. V obdobju "Mardih IV"  (1200-535 pr. n. št.) je bila majhna vas. V zapisih iz Alalaha je omenjena kot vazal jamhadske dinastije Idrimi. V obdobju "Mardih V"  v zgodnji železni dobi je bila poželsko naselje, ki se je kasneje razširilo. Ponovno se je začela razvijati v obdobju "Mardih VI", ki je trajalo do okoli leta 60 n. št. Obdobje "Mardik VII" se je začelo v 3. stoletju n. št. in trajalo do 7. stoletja. Po tem obdobju je bila Ebla zapuščena.

## Mesto

### Načrt mesta
Ebla je imela spodnje mesto z akropolo na vzpetini v njegovem središču. V prvem kraljestvu je imela površino 56 hektarjev in utrjeno obzidje in nežganih zidakov. Razdeljena je bila na štiri četrti. Vsaka četrt je imela v obzidju svoja mestna vrata. Na akropoli je bila kraljeva palača "G" in eden od dveh mestnih templjev, posvečen Kuri. Imenoval se je Rdeči tempelj. V jugovzhodnem delu spodnjega mesta je je bil še en Kurov tempelj, imenovan Tempelj na skali.
V drugem kraljestvu je bila v spodnjem mestu severozahodno od akropole zgrajena kraljeva palača (arhaična palača "P5"),  nad uničenim Rdečim templjem pa tempelj "D".
V tretjem kraljestvu je Ebla obsegala skoraj 60 hektarjev. Zaščitena je bila z utrjenim okopom z dvojnimi vrati. Akropola je bila utrjena in ločena od spodnjega mesta. Na njej je bila v obdobju Mardih III zgrajena nova kraljeva palača "E", nad nekdanjim Rdečim templjem in templjem  "D" pa Ištarin tempelj.  Spodnji del je bil razdeljen na štiri četrti.  Palača "P5", ki je je uporabljala v obdobju Mardih IIIA, se je v obdobju Marhih IIIB nadomestila s tako imenovano Prehodno palačo.
Med palače iz tretjega kraljestva sta spadali vezirjeva palača in zahodna palača na prostoru "Q", Šamašev tempelj "N", Rešefov tempelj "B1" in severna palača, zgrajena preko Prehodne palače. Na severu spodnjega mesta je bil zgrajen še en Ištarin tempelj, nekdanji Tempelj na skali pa je nadomestil Hadadov tempelj. 

### Grobovi kraljev
Kralje prvega kraljestva so pokopavali zunaj mesta. Zadnjih deset kraljev, do vključno Irkab-Damuja, je bilo pokopanih v Daribu. Pred tem so jih pokopavali v kraljevskem mavzoleju v Binasu. V Ebli je bil odkrit samo en kraljev grob (hipogej "G4") iz prvega kraljestva, ki je bil verjetno zgrajen med vladanjem zadnjega kralja in morda kaže, da so Eblaiti privzeli mezopotamski običaj pokopavanja vladarjev pod njihovimi vladarskimi palačami.
Nekropolo kraljev tretjega kraljestva so odkrili pod palačo "Q" (zahodna palača). Na nakropoli je več hipogejev, raziskani pa so samo trije. Ti hipogeji so bile naravne votline v živi skali temeljev palače. Datirajo v 19. in 18. stoletje pr. n. št. in imajo podobno zasnovo, sestavljeno iz vhodnega jaška, pogrebne sobe in hodnika, ki povezuje jašek s pogrebno sobo.

#### Hipogej G4
Kraljeva grobnica v palači "G" je označena kot hipogej G4. Grobnica je iz arhivskega obdobja, zelo verjetno iz vladavine kralja Isar-Damuja. Je v zelo slabem stanju, ker so večino njenega gradiva pokradli. V grobnici niso odkrili nobenih ostankov okostij niti grobnih pridatkov, kar kaže, da je bila popolnona izropana, nikoli uporabljena ali zgrajena kot prazna spominska grobnica.
Izkopavanja v letih od 1992 do 1995 so potekala pod zahodnim delom palače v globini skoraj 6 m. Grobnico sestavljata dve sobi s prehodom med njima in tlemi iz apnene malte. Obe sta pravokotni. Vzhodna soba (L.6402) je 4 m široka in več kot 3,5 m dolga. Natančne dolžine se zaradi poškodb ne da izmeriti.  Orientirana je v smeri vzhod-zahod. Zahodna soba (L.5762)  je dolga 5,2 m, široka 4 m in orientirana v smeri vzhod-zahod.  Zidovi so bili zgrajeni iz blokov apnenca. Ostanki stropa kažejo, da je imela grobnica konzolno obokan strop.

#### Grobnice zahodne palače
- Princesina grobnica je iz obdobja okoli leta 1800 pr. n. št. in je najstarejša in najmanjša odkrita kraljevska grobnica iz tretjega kraljestva.[114][119] Odkopana je bila leta 1978. [119] V njej so našli ostanke mlade ženske, po kateri je dobila ime.[120] Hodnik ima stopnice, delno vklesane v živo skalo, in s kamnom obložena tla. Gradivo so dobili s širjenjem naravne votline, v kateri je grobnica.[121] Grobnica je edina, ki ni bila izropana,[122] zato so v njej odkrili tudi dragulje in grobne pridatke.[123]

- Grobnica vodnih zbiralnikov je najbolj poškodovana grobnica v nekropoli.[114] Sestavljena je iz dveh pogrebnih sob. Starejša soba (Q79A) je bila zgrajena v istem obdobju kot princesina grobnica. Med ponovno uporabo je bila zelo poškodovana. Hodnik, ki vodi v pogrebno sobo Q79B, je bil zgrajen proti koncu 17. stoletja pr. n. št. na mestu pogrebne sobe Q79A. V grobnici je bil verjetno pokopan kralj, ker so v sobi Q79A odkrili gorjačo, verjetno simbol vladarske moči.[121]

- Grobnica gospodarja koz je največja v nekropoli. Sestavljajta jo dve sobi, dostopni skozi navpičen jašek.[121] Lastnik grobnice ni zanesljivo znan. Arheologi ga zaradi prestola, okrašenega z bronastimi kozjimi glavami, imenujejo gopodar koz.[124] V grobnici so odkrili tudi srebrno čašo z imenom kralja Immeje, zato je bil v grobnici morda pokopan prav on.[125]

## Vlada
Vlado prvega kraljestva sta sestavljala kralj (Malikum) in veliki vezir, ki je predsedoval svetu starešin (Abbu) in državni upravi. Drugo kraljestvo je bilo monarhija, o kateri je zaradi pomanjkanja pisnih virov malo znanega. Tretje kraljestvo je bilo mestno-državna monarhija z zmanjšanimi pristojnostmi pod nadoblastjo semitskega kraljestva Jamhad.

### Upravljanje prvega kraljestva
V vodenje državnih zadev sta bila vključena kralj in kraljica.  Kronski princ je bil vključen v notranje zadeve, drugi princ pa v zunanje. Večino nalog, vključno z vojaškimi, sta opravljala veliki vezir in uprava, sestavljena iz 13 dvornih dostojanstvenikov. Vsak od njih je imel pod seboj 400-800 uradnikov, tako da je državna birokracija štela okoli 11.700 birokratov.   Vsako od štirih četrti glavnega mesta so vodili glavni inšpektor in številni delegati. Za nadziranje kraljevih interesov so skrbeli kraljevi pooblaščeni agenti (maškim), zbiralci (ur) in glasniki (kas).

#### Upravne enote
Ebla je imela veliko vazalnih kraljestev, katerim so vladali njihovi kralji (En). Kralji so bili zelo samostojni, plačevali Ebli davek in jo oskrbovali z vojaki.  Upravno središče v prestolnici se je imenovalo SA.ZA. K njemu so spadale kraljeve palače, skladišča in nekaj templjev. Deli mesta izven mestnega obzidja kot celota so se imenovali uru-bar, kar v prevodu pomeni izven mesta. Vasi in mesta pod centralno upravo so upravljali neposredno iz prestolnice  ali preko pooblaščenih uradnikov. Naslovi državnih uslužbencev niso jasno določali njihovih odgovornosti in pooblastil, ker je vsako mesto imelo svoje politično izročilo in običaje.
- Lugal: medtem ko je v Mezopotamiji naslov lugal značeval kralja, je v Ebli označeval guvernerja pod neposrednim vodstvom prestolnice.[130] Vsebina naslova lugal kot dela eblaitske birokracije je dvoumna: vsi lugali so bili podrejeni velikemu vezirju[131] in           hkrati upravljali mesta pod neposredno oblastjo prestolnice. Vse dobrine so morali oddajati v skladišča v Ebli.[128] Pettinato je v eblaitskih upravnih dokumentih naštel štirinajst različnih lugalov in iz tega zaključil, da je bilo kraljestvo razdeljeno na štirinajst upravnih enot. Dve od njih sta bili v sami prestolnici, dvanajst pa v drugih delih kraljestva.[132]

- Ugula: naslov ugula se običajno prevaja kot nadzornik ali upravnik. Nekateri uguli so bili dejansko neodvisni vladarji, nekateri pa so predstavljali najvišjo oblast v svojih plemenskih skupnostih.[133] Številna mesta, na primer Darum, so sama imenovala načelnika svoje uprave.[128]

#### Hora
Regije pod neposredno kraljevo oblastjo, ki so bile gospodarsko življenjsko pomembne za prestolnico, so arheologi poimenovali hora. Nekatere regije pod neposredno kraljevo oblastjo so bile izven hore, zato je, predvsem zaradi stalnih vojaških operacij in pripajanja novih ozemelj, težko določiti natančno velikost kraljestva in hore. Nekatera nova ozemlja so prišla pod neposredno kraljevo oblast, druga pa so obdržala svoje vladarje, ki so vladali kot vazali.
Horo so sestavljale predvsem osrednje regije kraljestva, ki so tvorile gospodarsko zaledje prestolnice. Vanjo so bile vključena mesta in vasi, v katerih so imeli kralji ali njihovi vezirji svoje palače, mesta, v katerih so bila pomembna svetišča bogov, povezanih s kraljevimi institucijami, mesta, v katerih se je kralj udeleževal različnih obredov, na primer obnavljanja kraljevskega naslova, in druga mesta, na primer tista, ki so dobavljala tkanine. Hora je merila okoli 3000 km². Od zahoda proti vzhodu so bile vanjo vključene ravnice vzhodno od Jabal Zawija, močvirje Maṭkh ter gori Al Hass in Al Shabīth. Področja neposredno ob mejah hore, na primer Al Ghab, ravnina Al Ruoge in Al Jabbul, so bila kulturno tesno povezana s horo.

### Kralji Eble
Tablice s seznami daril kraljem omenjajo deset kraljev prvega kraljestva. Na tablici TM.74.G.120, ki jo je odkril Alfonso Archi, je 33 imen kraljev. Iz drugega kraljestva ni znan noben kralj. Vsi datumi so ocenjeni po srednji kronologiji.
| Prvo kraljestvo   |                       | |
| Sakume            | okoli 3100 pr. n. št. | Prvi kralj je vladal približno 660 let do uničenja prvega kraljestva. Ker je Robert R Stieglitz uničenje Eble postavil v leto 2400 pr. n. št., se Sakumejevo vladanje začne okoli leta 3100 pr. n. št. |
| Su (.) (...)      |                       | Ime je poškodovano. |
| Ladau             |                       | |
| Abugar            |                       | |
| Namnelanu         |                       | |
| Dumudar           |                       | |
| Ibla              |                       | |
| Kulbanu           |                       | |
| Assanu            |                       | |
| Samiu             |                       | |
| Zialu             |                       | |
| Enmanu            | okoli 2740 pr. n. št. | |
| Namanu            | okoli 2720 pr. n. št. | |
| Da (.) (.)        | okoli 2700 pr. n. št. | Ime je poškodovano. |
| Sagisu            | okoli 2680 pr. n. št. | |
| Dane'um           | okoli 2660 pr. n. št. | |
| Ibbini-Lim        | okoli 2640 pr. n. št. | |
| Išrut-Damu        | okoli 2620 BC.        | |
| Isidu             | okoli 2600 pr. n. št. | |
| Išrut-Halam       | okoli 2580 pr. n. št. | |
| Iksud             | okoli 2560 pr. n. št. | |
| Talda-Lim         | okoli 2540 pr. n. št. | |
| Abur-Lim          | okoli 2520 pr. n. št. | |
| Agur-Lim          | okoli 2500 pr. n. št. | |
| Ib-Damu           | okoli 2480 pr. n. št. | Pečat z njegovim imenom so odkrili v Kültepeju. |
| Baga-Damu         | okoli 2460 pr. n. št. | |
| Enar-Damu         | okoli 2440 pr. n. št. | Med največkrat omenjenimi poboženimi kralji na darovnicah. |
| Ešar-Malik        | okoli 2420 pr. n. št. | |
| Kun-Damu          | okoli 2400 pr. n. št. | |
| Adub-Damu         | okoli 2380 pr. n. št. | Vladal malo časa. |
| Igriš-Halam       | okoli 2360 pr. n. št. | Vladal 12 let. |
| Irkab-Damu        | okoli 2340 pr. n. št. | Vladal 11 let. |
| Isar-Damu         | okoli 2320 pr. n. št. | Vladal približno 35 let. |
| Ir'ak-Damu        |                       | Princ, nekaj časa morda tudi kralj. |
| Tretje kraljestvo |                       | |
| Ibbit-Lim         | okoli 2000 pr. n. št. | |
| Immeja            | okoli 1750 pr. n. št. | Njegova grobnica je poistovetena s tako imenovano Grobnico gospodarja koz. |
| Hammu(....)       |                       | Immejev naslednik, morda ne neposredni. Ime je poškodovano, vendar se verjetno bere Hamurabi. |
| Indilima          | okoli 1600 pr. n. št. | |

## Prebivalci, jezik in kultura

### Prvo in drugo kraljestvo
Obdobji Mardih IIA in Mardih IIB sta imeli isto kulturo. V obdobju Mardih IIB1 je imela prestolnica Ebla okoli 40.000 prebivalcev, celo kraljestvo pa več kot 200.000 prebivalcev. V obdobju Mardih II so bili prebivalci kraljestva semiti, sorodni njihovim severozahodnim semitskim sosedom, na primer Amoritom. Giovanni Pettinato trdi, da je bil eblaitski jezik eden od najstarejših dokazanih semitskih jezikov. Spadal je med zahodnosemitske jezike. Gelg in drugi trdijo, da je bil vzhodnosemitski jezik, zelo podoben akadskemu jeziku. Akademska skupnost ima eblalitski jezik za vzhodnosemitski jezik z značilnostmi zahodnosemitskih in vzhodnosemitskih jezikov. Slovnično je bliže akadščini, leksično in v nekaterih slovničnih oblikah pa zahodnosemitskim jezikom.
Ebla je imela več verskih in državnih praznikov, vključno z obredi ob ustoličenju novega kralja, ki je običajno trajal več tednov. Eblaitski koledar je temeljil na sončnem letu, razdeljenem na dvanajst mesecev. Do zdaj sta bila odkrita dva koledarja: "stari koledar", ki je bil v rabi med vladanjem Igriš-Halama, in  "novi koledar", ki ga je uvedel vezir Ibbi-Sipiš. Več mesecev je bilo poimenovanih po božanstvih. V novem koledarju je bil prvi mesec leta Itu-be-li, kar pomeni "gospodov mesec". Leta so se poimenovala in ne številčila.
Ženske so imele za enako delo enake plače kot moški in so lahko zasedle pomembne položaje in načelništva vladnih agencij. Eblaiti so iz Nagarja uvažali kunge (križanci osla in onagerke, po katerih je slovel Nagar), ki so vlekli bojne vozove vladarjev in visokih funkcionarjev, ali služili kot diplomatska darila zavezniškim mestom. Skupnost je bila manj vezana na vladno palačo in tempelj kot v drugh mezopotamskih kraljestvih. Eblaitska palača je bila zgajena okoli dvorišča, odprtega proti mestu in zato dostopna za prebivalstvo. Druge mezopotamske palače so bile podobne citadelam z ozkimi ulicami in omejenim dostopom na zunanje dvorišče. Pomembno vlogo v družbi je imela glasba. Glasbeniki so bili tako domačini kot tujci, na primer najeti glasbeniki iz Marija. Ebla je najemala akrobate iz Nagarja, kasneje pa so del njihove dejavnosti prevzeli izurjeni domači akrobati.

### Tretje kraljestvo
V tretjem kraljestvu so prevladovali semitski Amoriti, v prvih dveh kraljestvih omenjeni kot sosedje in podeželski podlložniki. Na oblast so se povzpeli po uničenju drugega kraljestva. V tretjem kraljestvu so se v Ebli začela obsežna gradbena dela. Zgrajenih je bilo več palač, templjev in utrdb. Emoritski Eblaiti so častili več istih božanstev kot v prejšnjih obdobjih in ohranjali svetost akropole v središču mesta. Kraljevska ikonografija in ideologija je bila pod velikim vplivom jamhadske kulture. Kraljestvo je namesto eblaitske Ištar privzelo jamhadska božanstva, kar je razvidno iz kraljevskih pečatov iz Indilimovega obdobja.

## Gospodarstvo
V prvem kraljestvu je gospodarstvo nadzirala kraljeva palača,  bogatim družinam pa je kljub temu uspelo voditi svoje finančne transakcije brez vladnih intervencij. Gospodarski sistem je bil redestributiven: vlada je zbrane dobrine, predvsem živila, delila svojim stalnim ali sezonskim delavcem. Ocenjuje se, da je bilo v sistem delitev vključenih okoli 40.000 oseb. Zemlja je, v nasprotju z Mezopozamijo, ostala večinoma v lasti vasi, ki so vladi plačevale letni davek. V kmetijstvu je prevladovalo pašništvo. Velike črede živine je posedovala tudi vlada.  Mestno prebivalstvo je posedovalo okoli 140.000 glav drobnice in 9.000 glav živine.
Razcvet Eble je temeljil na trgovanju. Po bogastvu se je lahko primerjala z najbogatejšimi sumerskimi mesti. Njen glavni konkurent je bil Mari. Glavno trgovsko blago sta bila verjetno les z bližnjih gora, tkanine in obrtniški izdelki, kar dokazuje veliko število artefaktov iz mestnih palač.  Eblina trgovska mnreža je segala vse do sodobnega Afganistana. Tekstilno blago so, verjetno preko Ugarita, izvažali na Ciper, večina trgovanja pa je potekala z rečnimi ladjami proti Mezopotamiji, predvsem v Kiš. V glavni palači "G" so arheologi odkrili artefakte iz Starega Egipta z imeni faraonov Kefrena im Pepija I.
Ebla je ostala trgovsko središče tudi v drugem kraljestvu, kar dokazujejo okoliška mesta, nastala v tem obdobju. Ta mesta so bila skupaj z Eblo uničena ob koncu drugega kraljestva.
Trgovanje je bilo glavna gospodarska dejavnost Eble tudi v tretjem kraljestvu. Arheološka odkritja kažejo na živahno trgovanje z Egiptom in obalnimi sirskimi mesti, predvsem z Biblosom.

## Vera
Ebla je bila mnogoboška država. V prvem kraljestvu so Eblaiti častili svoje pokojne kralje. V panteonu prve Eble so bili pari božanstev, ki se lahko razdelijo v tri zvrsti. V prvi in najbolj običajni so bili pari bogov in njihovih zakonskih partneric.  Druga zvrst so bili pari božanskih sodelavcev, na primer božanstvi, ki sta sodelovali pri ustvarjanju vesolja, tako kot v egipčanskem in mezopotamskih panteonih. Tretja zvrst so bili pari, ki so bili v bistvu eno božanstvo z dvema imenoma.  Častili so tudi nekaj mezopotamskih bogov, predvsem severozahodnih semitskih bogov, od katerih so bili nekateri istovetni z eblaitskimi. V prvo zvrst sta spadala Nikadul, ki je bil izključno eblaitski, in njegova žena Belatu, kar v prevodu pomeni "njegova žena", Rasap in njegova žena Adamma, ter patron bogov mesta Kura, ki je bil istoveten z eblaitskim, in njegova žena Barama. V tretjo zvrst so sodili bog rokodelcev Kamiš/Tit, Kotar-va-Hasis in planet Venera, katero sta predstavljala bogova dvojne gore, Šahar kot zvezda Danica in Šalim kot zvezda Večernica.
Prvi Eblaiti so častili tudi mnogo drugih božanstev, na primer sirsko boginjo Išharo, ki je bila boginja kraljeve družine. Častili so tudi boginjo Ištar, ki je bila očitno manj pomembna od Išhare: na seznamih mesečnih daritev je omenjena samo petkrat, medtem ko je Išhar omenjena kar štirideset krat. Med druga božanstva so spadali Damu, mezopotamski bog Utu,  Aštapi, Dagan, Hadad (Hadda)  in njegova žena Habadu, in boginja sonca Šipiš, ki je imela svoj kultni tempelj. Po bogovih Daganu, Haddi, Rasapu in Utuju so se imenovala štiri mestna vrata Eble, vendar ni znano, katera so pripadala katerem bogu. Na seznamu darovanj je omenjenih približno štirideset bogov.
V tretjem kraljestvu so Amoriti častili skupne severnosemitske bogove. Izključno eblaitski bogovi so izginili. Najpomembnejši bog je bil Hadad. Najpomembnejša boginja je postala Ištar, ki je s tega mesta izrinila boginjo Išharo.

### Povezava z Biblijo
Na začetku procesa razvozlavanja tablic je Pettinato nakazal mogočo povezavo med Eblo in Biblijo in pri tem navajal odlomke v tablicah, v katerih naj bi bili omenjeni Jahve, svetopisemski patriarhi, Sodoma in Gomora in drugi dogodki iz Biblije. Vse tovrstne domneve in špekulacije Pettinata in drugih avtorjev so danes v celoti ovržene. Akademska skupnost soglaša, da »ni nobenih zanesljivih dokazov za male preroke, svetopisemske patriarhe, čaščanje Jahveja ali Sodomi in Gonori«. Preučevanje Eble se je odmaknilo od primerjav z Biblijo in Ebla se zdaj preučuje kot povsem samostojna civilizacija.  Trditve o povezavi z Biblijo so se končale z grenkimi osebnimi in akademskimi obračuni, kar so nekateri opisali kot politično vmešavanje sirijskih oblasti.

## Odkritje
Leta 1964 so začeli arheologi z rimske universe La Sapienza pod vodstvom Paola Matthiaea raziskovati grič Tel Mardih v zahodni Siriji. Leta 1968 so odkrili kip, posvečen boginji Ištar, na katerem je bilo ime eblaitskega kralja Ibbit-Lima. Arheologi so spozali, da so odkrili Eblo, dolgo znano z lagaških in akadskih zapisov. V naslednjem desetletju je ekipa odkrila palačo "G" iz obdobja od okoli 2500 do 2000 pr. n. št. Med najdbami v palači je bil kipec iz dragih materialov, črnega kamna in zlata,    leseno pohištvo z intarzijami iz bisernine in kipci iz večbarvnih kamnov. V Grobnici gospodarja koz so odkrili srebrno skledo z imenom kralje Immeje, egipčanske dragulje in egipčanski obredni kij, darilo faraona Hotepibreja.
V palači so odkrili tudi 17.000 fragmentov klinopisnih tablic, iz katerih so uspeli sestaviti 2.500 popolnih tablic, arhiv Eble, ki je eden od največjih iz 3. tisočletka pr. n. št. 80% tablic je bilo napisanih z običajno sumersko kombinacijo logogramov in glasovnih znakov, druge pa so bile napisane v inovativni, povsem fonetični obliki sumerskega klinopisa v pred tem neznanem semitskem jeziku eblaitščini. Med tablicami so odkrili dvojezičen sumersko-eblaitski slovar, ki je omogočil prevod eblaitskih besedil. Tablice dajejo pomemben vpogled v kulturno, gospdarsko in politično življenje v severni Mezopotamiji okoli sredine 3. tisočletja pr. n. št., vsakdanje življenje prebivalcev, državne finance, sumersko-eblaitske slovarje, diplomatske odnose s tujimi vladarji, šolska besedila, hvalnice in mite.

### Knjižnica
Tablice iz Eble so eden od najstarejših do zdaj odkritih arhivov in knjižnic. Iz najdbe je razvidno, da so bile sistematično urejene in celo klasificirane. Večje tablice so bile prvotno shranjene na policah in so ob uničenju palače padle na tla. Njihova lega je omogočila arheologom, da so rekonstruirali njihov prvotni položaj na policah in ugotovili, da so bile razvrščene po vsebini.
Na kaj takega v prejšnjih izkopavanjih v Sumeriji niso naleteli. Dovršene tehnike urejanja besedil, povezane z njihovo vsebino, so dokazale, da je bila arhivarska in knjižničarska praksa mnogo starejša od tiste, ki so jo predvidevali pred odkritjem knjižnice v Ebli.   Velik del tablic vsebuje literarna in leksikografska besedila, kar kaže, da je bila, vsaj delno, prava knjižnica in ne samo arhiv, namenjen kraljem, njihovim ministrom in državni birokraciji.  Tablice kažejo tudi na zelo zgodnje prevajanje besedil v tuje jezike in pisave, razvrščanje in katalogizacijo zaradi enostavnejše dostopnosti ter razvrščanje po velikosti, obliki in vsebini. Tablice iz Eble so dale znanstvenkom nov vpogled v začetek knjižničarske prakse, kakršna je bila pred približno 4.500 leti.

## Zapuščina
Prvo eblaitsko kraljestvo je primer zgodnje centralizirana sirske države, enega od najzgodnejših cesarstev in prve dokumentirane svetovne velesile. Odkritje Eble je povsem spremenilo poglede na zgodovino Sirije kot mostu med Mezopotamijo in Egiptom. Dokazalo je, da je bila regija središče samosvoje civilizacije.

## Sirska državljanska vojna
Po izbruhu sirske državljanske vojna so se marca 2011 raziskave Eble ustavile. Ko je najdišče prišlo pod nadzor opozicijskih sil, se je začelo masovno ropanje najdišča. Roparji so med kopanjem tunelov odkrili kripto s človeškimi ostanki, jo prekopali in razmetali ostanke v upanju, da bodo odkrili nakit in dragocene artefakte. Roparjem so se pridružili prebivalci bližnjih vasi. Nekaj vaščanov je iz predorov odpeljalo več vozov zemlje, primerne za izdelavo keramičnih oblog krušnih peči.